# Synthetonychia oparara
Espèce
Synthetonychia oparara est une espèce d'opilions laniatores de la famille des Synthetonychiidae.

## Distribution
Cette espèce est endémique de l'île du Sud en Nouvelle-Zélande. Elle se rencontre dans la région de West Coast vers Karamea.

## Description
Le mâle holotype mesure 1,00 mm de long et 1,00 mm de large et la femelle paratype 1,25 mm de long et 1,13 mm de large.

## Systématique et taxinomie
Cette espèce a été décrite par Forster en 1954.

## Étymologie
Son nom d'espèce lui a été donné en référence au lieu de sa découverte, le bassin de l'Oparara.

## Publication originale
- Forster, 1954 : « The New Zealand Harvestmen (sub-order Laniatores). » Canterbury Museum Bulletin, vol. 2, p. 1-329.